# Zookey (Lift Your Leg Up)
Singles par Africanism
Sye bwa
(2005)
Zookey (Lift Your Leg Up) est une chanson du projet français mené par Bob Sinclar et du DJ suisse Yves Larock sortie le 25 juin 2005. Interprété par le chanteur Roland Richards, la chanson a été écrite par Roland Richards, Cordell Burrell, Yves Cheminade, David Caroppo et produite par Bob Sinclar. En France, le single atteint le top 10 des ventes singles et se classe numéro un du club 40 le 24 juin 2005. Zookey (Lift Your Leg Up) est également le titre qui a été le plus joué dans les clubs en 2005.

## Clip vidéo
Le clip vidéo sort sur le site de partage YouTube sur le label de musique électronique Defected Records. D'une durée de 3 minutes et 22 secondes, la vidéo a été visionnée plus de 2,3 millions de fois et on y voit le chanteur Roland Richards.

## Classement et succession
| Classement (2005)                       | Meilleure position |
| --------------------------------------- | ------------------ |
| France (SNEP)                           | 8                  |
| Pays-Bas (Nederlandse Top 40)           | 36                 |
| Belgique (Flandre Ultratop 50 Singles)  | 21                 |
| Belgique (Wallonie Ultratop 50 Singles) | 22                 |
| France (Club 40)                        | 1                  |

| Classement annuel (2005) | Position |
| ------------------------ | -------- |
| France (Club 40)         | 1        |